# Most nad Kanałem Sueskim
Most nad Kanałem Sueskim – most drogowy, znany również jako Most Pokoju Mubaraka lub Most przyjaźni egipsko-japońskiej nad Kanałem Sueskim w Al-Kantarze, w Egipcie. Po arabsku al-kantara oznacza most.
Most został zbudowany z pomocą rządu japońskiego. Zleceniobiorcą został Budownictwo PentaOcean.
Japońską dotacją w wysokości 60% kosztów budowy (lub 13,5 miliardów jenów), uzgodniono podczas wizyty prezydenta Mubaraka w Japonii w marcu 1995, jako część większego projektu Półwysep Synaj. Strona egipska wniosła pozostałe 40% (9 mld jenów). Most otwarto w październiku 2001.
Most wznosi się 70 m nad kanałem i jego długość wynosi 3,9 km. Składa się z 400-metrowego przęsła zakończonego pylonami i dwoma 1,8 kilometrowymi podejściami. Wysokość dwóch głównych pylonów wspierających wynosi 154 metrów każda. Wieże zostały zaprojektowane w kształcie obelisku faraonów.
Most oraz tunel Ahmada Hamdiego są wyłącznymi stałymi drogami umożliwiającymi pokonanie kanału dla ruchu drogowego.